# المرجي الثقفي
المرجي الثقفي أول مؤلف لكتاب عن الحيطان والطرق ومسيل المياه وأبوابها في الفقه الإسلامي،
وهو عالم حنفي اشتهر بتأليفه لكتاب نادر اسمه (الحيطان) متخصص بأحكام الحيطان بالفقه وتبعه بعدها أكثر من عالم لإكمال البحث في هذا التصنيف.
وقد حقق محمد خير رمضان يوسف «كتاب الحيطان» الذي كتب أصله المرجي الثقفي، وشرحه محمد بن علي الدامغاني الكبير، وهذَّبه ونقحه وعلَّق عليه وزاد فيه الصدر الشهيد عمر بن عبد العزيز مازه،وآل إلى أبي القاسم بن قطلوبغا الحنفي، الذي زاد في مسائله وشرحه، وقد صدر الكتاب الذي تم تحقيقه عن مركز جمعة الماجد للثقافة والتراث بدبي، ودار الفكر المعاصر ببيروت عام 1414هـ، ويقع في 208 صفحات.

## اسمه ونسبه
المرجى: بضم الميم والجيم الثقيلة، والمرجي في النسب بفتح الميم وسكون الراء وفي آخرها جيم: قرية كبيرة وهي بليدة صغيرة بين بغداد وهمذان بالقرب من حلوان، وقال ابن الأثير أظنه نبة إلى المرج وهو عامل كبير من أعمال الموصل يشتمل على قرى كثيرة.